# このホラーが怖い!
『このホラーが怖い!』（このホラーがこわい）は、1998年12月にぶんか社より刊行されたホラーに関するガイドブック。推理小説の『このミステリーがすごい!』や、ライトノベルの『このライトノベルがすごい!』、SFの『SFが読みたい!』のようにランキングを掲載するが、『このホラーが怖い!』は「99年版」しか刊行されていない。

## 概要
主な執筆者は東雅夫、風間賢二、友成純一。当時、ホラー雑誌『ホラーウェイヴ』や書き下ろしのホラー小説叢書「HORROR WAVE」を刊行していたぶんか社より刊行された。巻頭に日本国内および翻訳のホラー小説のランキング、ホラー映画のランキングを掲載するほか、「このホラー漫画が怖い!」コーナーや「このホラーゲームが怖い!」コーナー、ジャンル別ホラーブックガイド、東雅夫と角川ホラー文庫編集長の宍戸健司の対談などが掲載されている。

## ランキング
作家、評論家、翻訳家、ファンへのアンケートを1位5点〜5位1点で集計したもの。どの期間の出版物・映画を対象としたのかは明記されていない。

### 日本・小説
| 順位 | タイトル                        | 著者         | 出版社     | 出版年月   |
| ---- | ------------------------------- | ------------ | ---------- | ---------- |
| 1    | 黒い家                          | 貴志祐介     | 角川書店   | 1997年6月  |
| 2    | 嗤う伊右衛門                    | 京極夏彦     | 中央公論社 | 1997年6月  |
| 3    | 死の泉                          | 皆川博子     | 早川書房   | 1997年10月 |
| 3    | 百鬼譚の夜                      | 倉阪鬼一郎   | 出版芸術社 | 1997年7月  |
| 5    | BRAIN VALLEY                    | 瀬名秀明     | 角川書店   | 1997年12月 |
| 6    | 異形コレクション ラヴ・フリーク | 編：井上雅彦 | 廣済堂文庫 | 1998年1月  |
| 7    | 人獣細工                        | 小林泰三     | 角川書店   | 1997年6月  |
| 7    | 妖臣蔵                          | 朝松健       | 光文社文庫 | 1997年11月 |
| 9    | 文藝百物語                      | 編：東雅夫   | ぶんか社   | 1997年7月  |
| 10   | ゆめこ縮緬                      | 皆川博子     | 集英社     | 1998年5月  |

### 翻訳小説
| 順位 | タイトル             | 著者                               | 訳者           | 出版社                  | 出版年月    |
| ---- | -------------------- | ---------------------------------- | -------------- | ----------------------- | ----------- |
| 1    | 奥の部屋             | ロバート・エイクマン               | 今本渉         | 国書刊行会              | 1997年9月   |
| 2    | グリーンマイル       | スティーヴン・キング               | 白石朗         | 新潮文庫                | 1997年2-7月 |
| 3    | 殺戮の〈野獣館〉     | リチャード・レイモン               | 大森望         | 扶桑社ミステリー        | 1997年5月   |
| 4    | ジャクソンヴィルの闇 | ブリジット・オベール               | 香川由利子     | ハヤカワ文庫            | 1998年4月   |
| 5    | 消えた少年たち       | オースン・スコット・カード         | 小尾芙佐       | 早川書房                | 1997年11月  |
| 6    | 魔法の猫             | ジャック・ダン、ガードナー・ドゾワ | 深町眞理子ほか | 扶桑社ミステリー        | 1998年2月   |
| 7    | 聖なる血             | トマス・F・モンテルオーニ          | 中原尚哉       | 扶桑社ミステリー        | 1997年8月   |
| 7    | イギリス怪奇幻想集   | 編訳：岡達子                       | 編訳：岡達子   | 社会思想社 現代教養文庫 | 1998年3月   |
| 9    | ゴースト・トラップ   | ナンシー・A・コリンズ              | 幹瑶子         | ハヤカワ文庫            | 1997年5月   |
| 9    | 地底大戦 レリック2   | D・プレストン&L・チャイルド        | 富永和子       | 扶桑社ミステリー        | 1998年4月   |
| 9    | デスペレーション     | スティーヴン・キング               | 山田順子       | 新潮社                  | 1998年3月   |
| 9    | 悪魔を飼っていた男   | クリストファー・ムーア             | 青木純子       | 東京創元社              | 1997年5月   |

### 映画
| 順位 | タイトル                | 制作国                                 | 備考           |
| ---- | ----------------------- | -------------------------------------- | -------------- |
| 1    | CURE                    | 日本                                   |                |
| 2    | ロスト・ハイウェイ      | アメリカ・フランス                     |                |
| 3    | リング                  | 日本                                   |                |
| 4    | スクリーム              | アメリカ                               |                |
| 5    | エイリアン4             | アメリカ                               |                |
| 6    | イベント・ホライゾン    | アメリカ                               |                |
| 7    | ファングルフ/月と心臓   | アメリカ・イギリス・オランダ・フランス |                |
| 8    | ナイトフライヤー        | アメリカ                               |                |
| 8    | キング版 シャイニング   | アメリカ                               |                |
| 10   | テシス 次に私が殺される | スペイン                               |                |
| 10   | パーフェクトブルー      | 日本                                   | アニメーション |
| 10   | エコエコアザラクIII     | 日本                                   |                |
| 10   | らせん                  | 日本                                   |                |